# 姚伟
姚伟（1997年9月1日—），中国足球运动员，中国国家女子足球队成员，司职中场，所属俱乐部是武汉江大。曾随国家队参加2019年世界杯女子足球赛。

## 其他
姚伟的孪生弟弟姚道刚也是职业足球运动员，并曾代表中国国青队参加了2016年亚洲青年足球锦标赛。两人均出自武汉市的足球重点学校新合村小学。